# Crest’Ota
Der Crest’Ota ⓘ (crest(a) rätoromanisch im Idiom Surmiran aus dem lateinischen crista für „Kamm, Bergkamm, langgezogener Hügel“ und ota weiblich für „hoch“) ist ein Felskamm im südwestlichen Teil des Skigebiets Savognin im Kanton Graubünden in der Schweiz mit einer Höhe von 2494 m. 

## Lage und Umgebung
Der Crest’Ota gehört zur Piz Grisch-Gruppe, einer Untergruppe der Oberhalbsteiner Alpen. Er liegt vollständig auf Gemeindegebiet von Surses. Der gegen Osten auslaufende Kamm mit kleinen Felsbänken auf beiden Flanken bietet Ausblick auf den südlichen Teil des Skigebietes Savognin und auf die Nordwestwand von Piz Forbesch und Piz Arblatsch.
Zu den Nachbargipfeln gehören der Piz Mez, der Piz Arlos, der Piz Arblatsch, der Piz Forbesch, der Piz Cagniel, der Murter, der Piz Alv, der Piz Settember, der Sur Carungas, der Piz Cartas und der Piz Martegnas.
Der am weitesten entfernte sichtbare Punkt (47° 2′ 51,9″ N, 10° 13′ 50″ O) vom Crest’Ota ist die Kuchenspitze (3148 m ü. A.) im Verwall zwischen Stanzer Tal und Paznaun im Westen Nordtirols. Sie befindet sich in nordöstlicher Richtung des Crest’Ota und ist 76,1 km entfernt.
Talorte sind Riom, Parsonz und Savognin. Häufiger Ausgangspunkt ist Radons.

## Routen zum Gipfel

### Sommerroute
- Ausgangspunkt: Radons (1866 m)
- Via: Bargias, Lumgianda
- Schwierigkeit: EB, bis Lumgianda als Wanderweg weiss-rot-weiss markiert.
- Zeitaufwand: 1¼ Stunden von Radons
- Bemerkung: Der Crest’Ota ist sowohl vom talseitigen Auslauf als auch vom bergseitigen Sattel erreichbar.

## Galerie

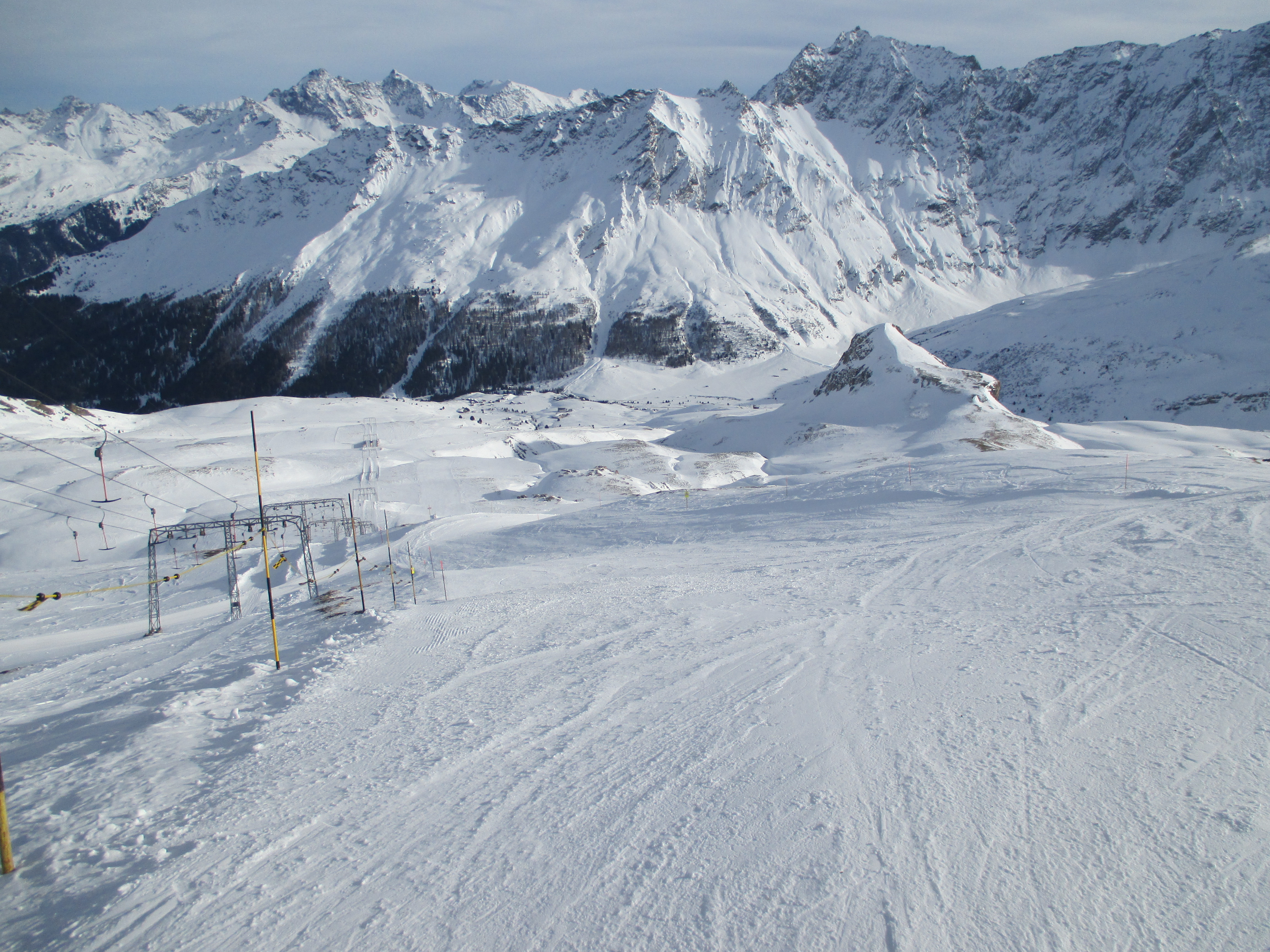
Links der Skilift Tgeps-Cartas, rechts der Crest’Ota: Der Felskamm befindet sich rund 200 Höhenmeter unterhalb des Piz Cartas.
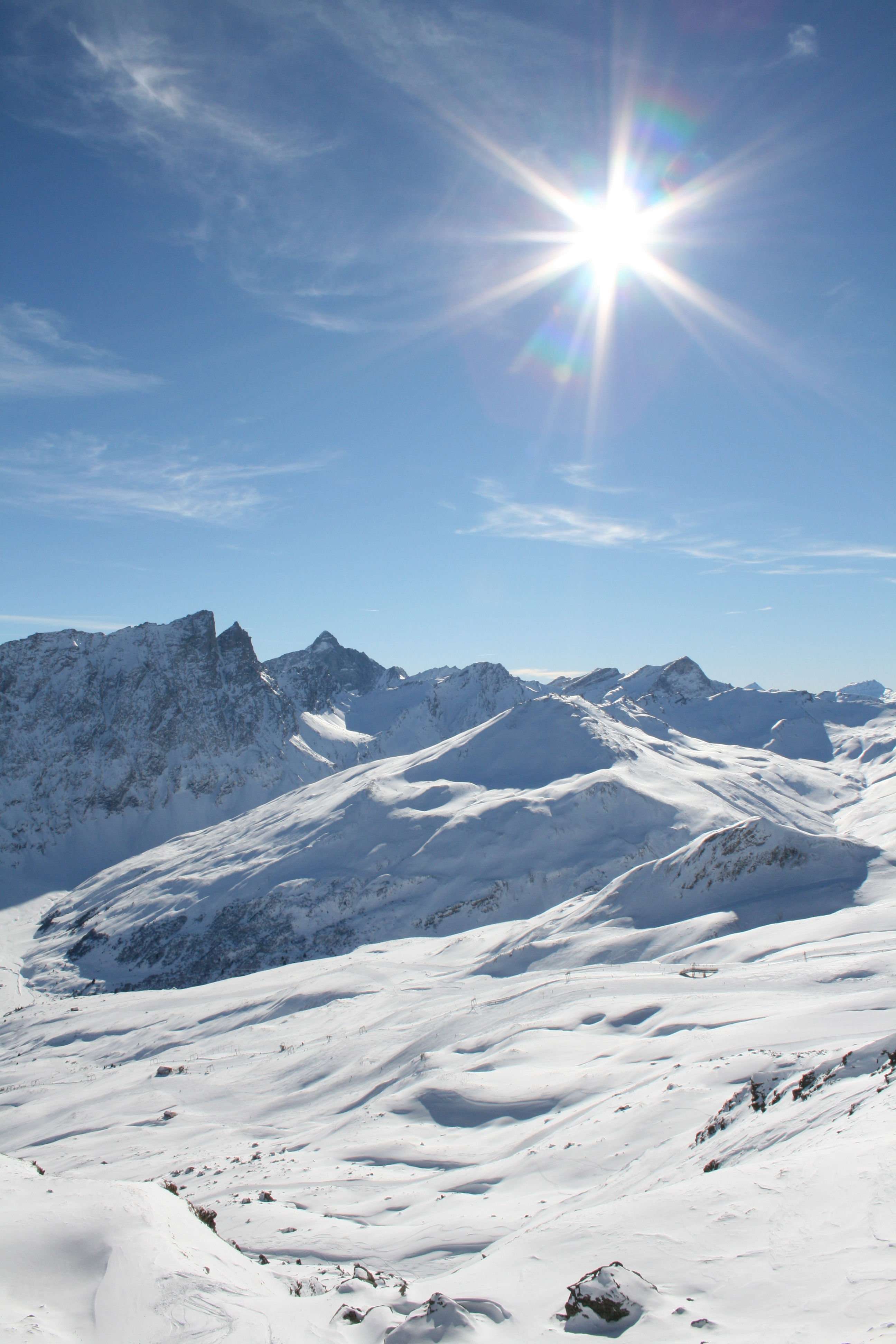
Blick aus Norden vom Piz Martegnas: Crest’Ota (vorne), hinten von links der Piz Forbesch, der Piz Platta, der Piz Cagniel, der Piz Mez und der Usser Wissberg.